# Aleix Vidal
Aleix Vidal Parreu (født 21. august 1989) er en spansk fodboldspiller, der spiller for FC Barcelona. 

## Karriere
Han skrev den 7. juni 2015 under på en femårig kontrakt med FC Barcelona.